# Szwedzki koń gorącokrwisty
Szwedzki koń gorącokrwisty – rasa konia gorącokrwistego pochodząca ze Szwecji. Konie tej rasy używane są w ujeżdżaniu.

## Opis
Szwedzki koń gorącokrwisty jest nowoczesnym, wszechstronnie użytkowym koniem. Jest połączeniem koni krwi hanowerskiej, trakeńskiej, pełnej krwi angielskiej i dawnych linii szwedzkiej. Koń jest przeciętnym skoczkiem, ale doskonale nadaje się do ujeżdżenia.

## Historia

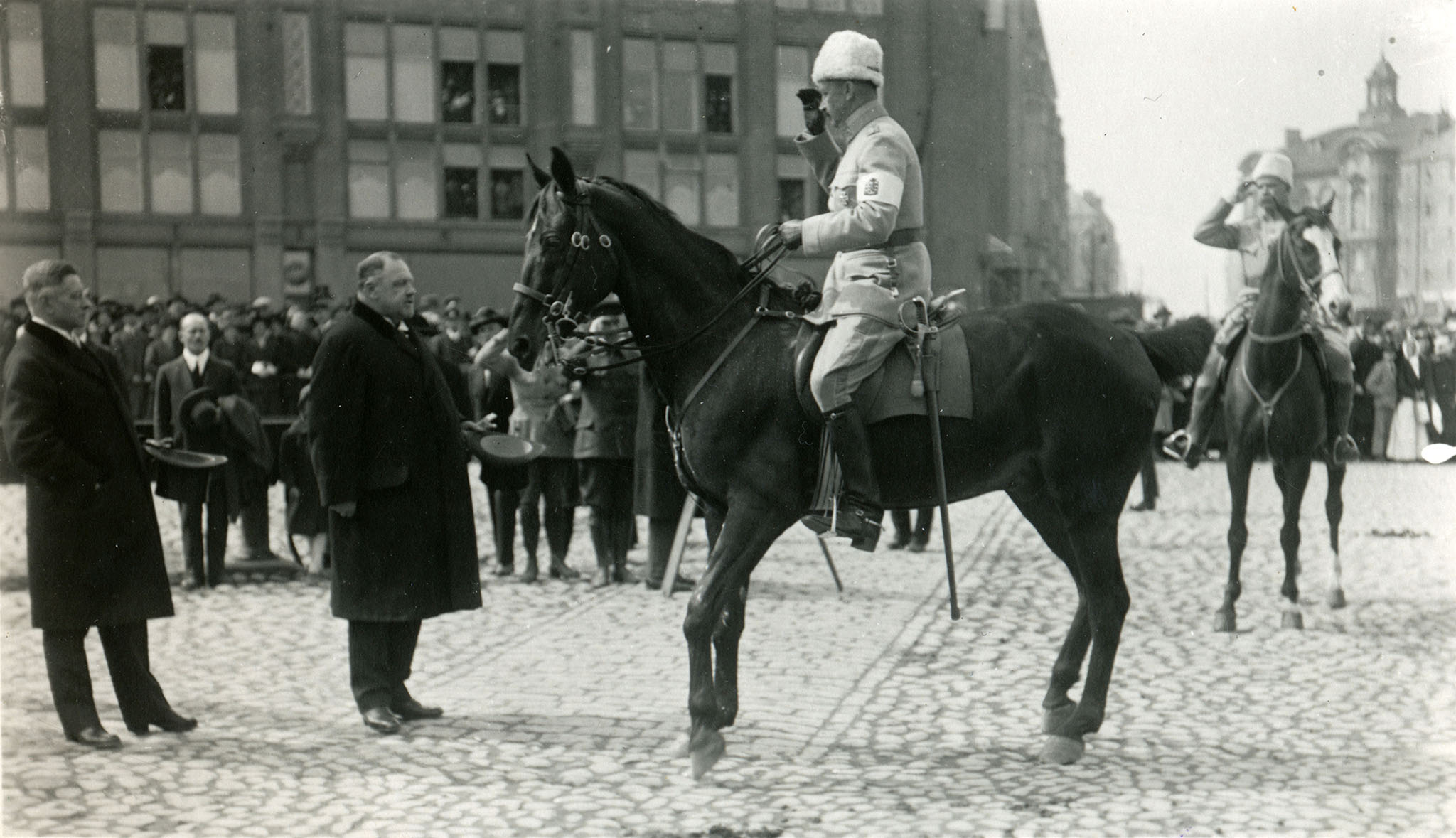
generał Mannerheim na szwedzkim koniu gorącokrwistym w 1918 roku

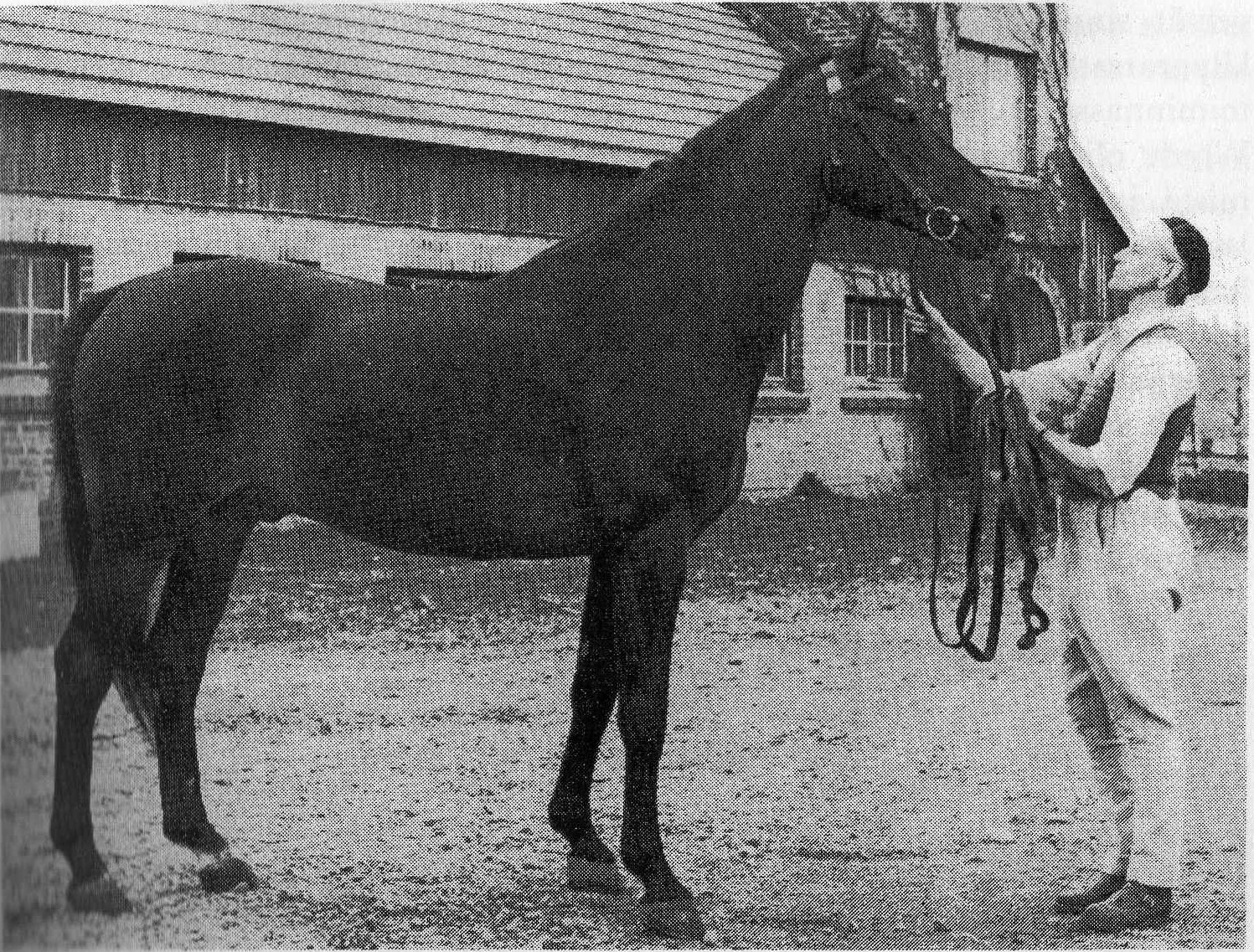
Baronka Eva Wrede ze szwedzkim koniem gorącokrwistym w 1956 roku

Pierwsze próby stworzenia szwedzkiej hodowli i udoskonalenia niejednolitego materiału genetycznego rozpoczął szwedzki król Gustaw I Waza w XVI wieku. W roku 1621 została założona stadnina w Strömsholm, a w roku 1658 stadnina we Flyinge, gdzie kontynuowano pracę nad narodowym koniem Szwecji. W wieku XVII zaczęto sprowadzać do Szwecji ogiery hiszpańskie, angielskie, orientalne i fryzyjskie, które krzyżowano z rodzimymi końmi szwedzkimi. W późniejszym czasie konie były sprowadzane z Węgier i Rosji. W latach 1880–1920 do hodowli wprowadzono ogiery ras niemieckich. Założycielami rodu byli Drabant, Gaspari i Jovial. W czasach współczesnych wzrasta wpływ koni holsztyńskich, holenderskich i belgijskich.

## Pokrój
Konie tej rasy mają szlachetną głowę o pełnym wyrazie. Osadzona jest ona dobrze uformowanej i szlachetnej szyi. Konie tej rasy mają harmonijną linię grzbietu i mocny grzbiet. Łopatki są długie i skośnie osadzone. Zwierzęta mają muskularny, czasem nieco za krótki zad. Kłoda u koni jest zwięzła i głęboka.

### Kończyny

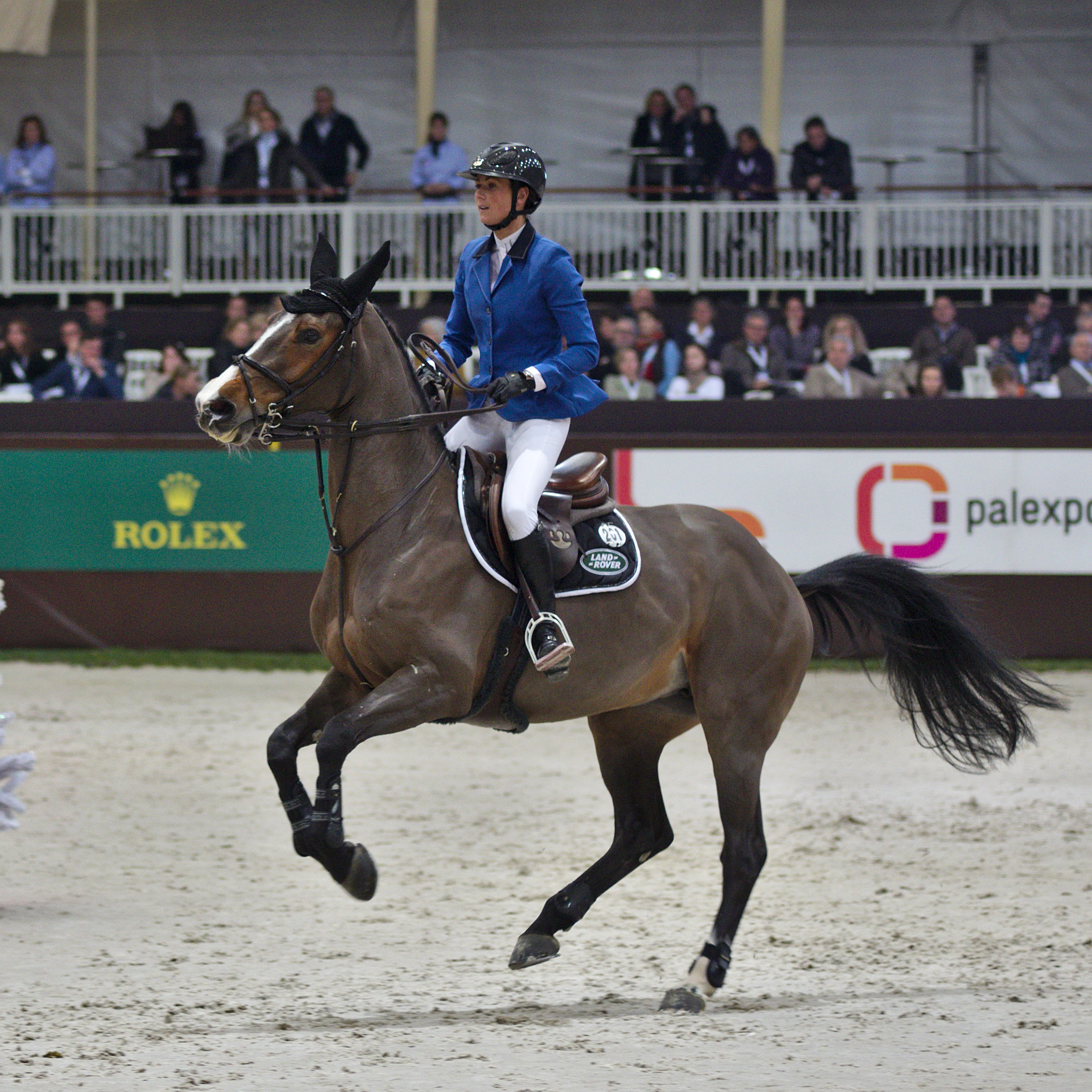
Pénélope Leprevoslt na koniu Nice Stéphanie

Kończyny u szwedzkiego konia gorącokrwistego mają doskonałe dźwignie, poprawne postawę i prawidłowe stawy. Ruch u nich jest wydajny, doskonały z długim wykrokiem.

### Umaszczenie
W rasie przeważa kasztanowata z wieloma odmianami, ale obecne są wszystkie umaszczenia.

## Hodowle
Hodowle prowadzone są w południowej i centralnej Szwecji. Największa hodowla tych koni znajduje się w stadninie w Flyinge.